# Chevrolet (chinesische Automarke)

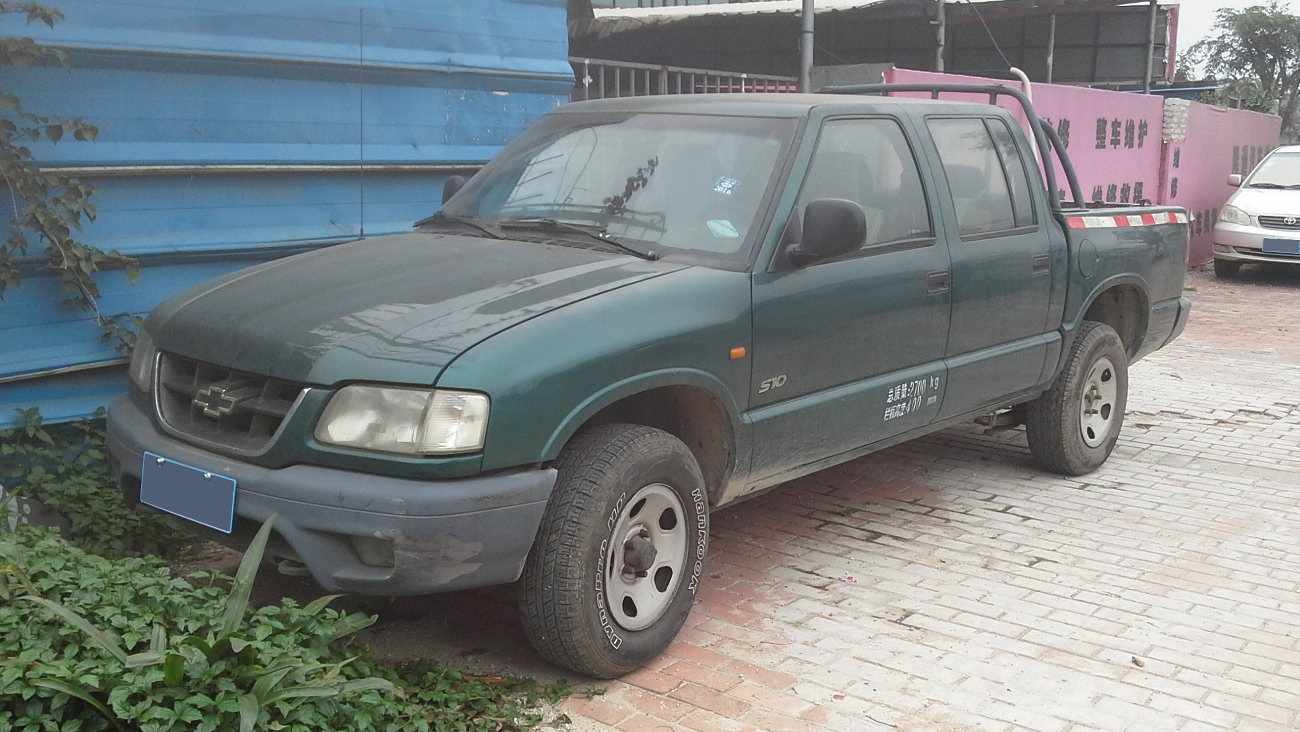
Chevrolet S-10

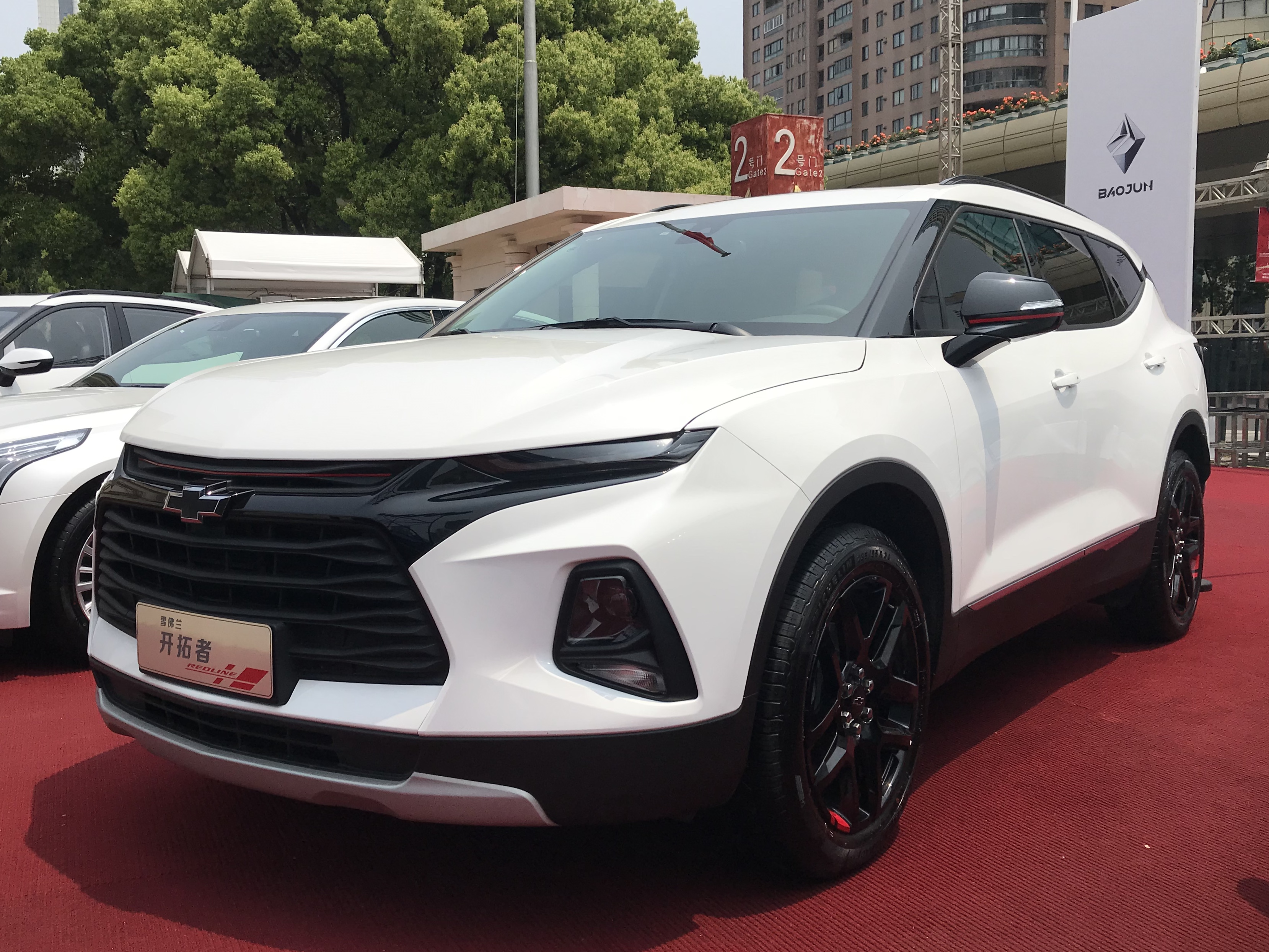
Chevrolet Blazer

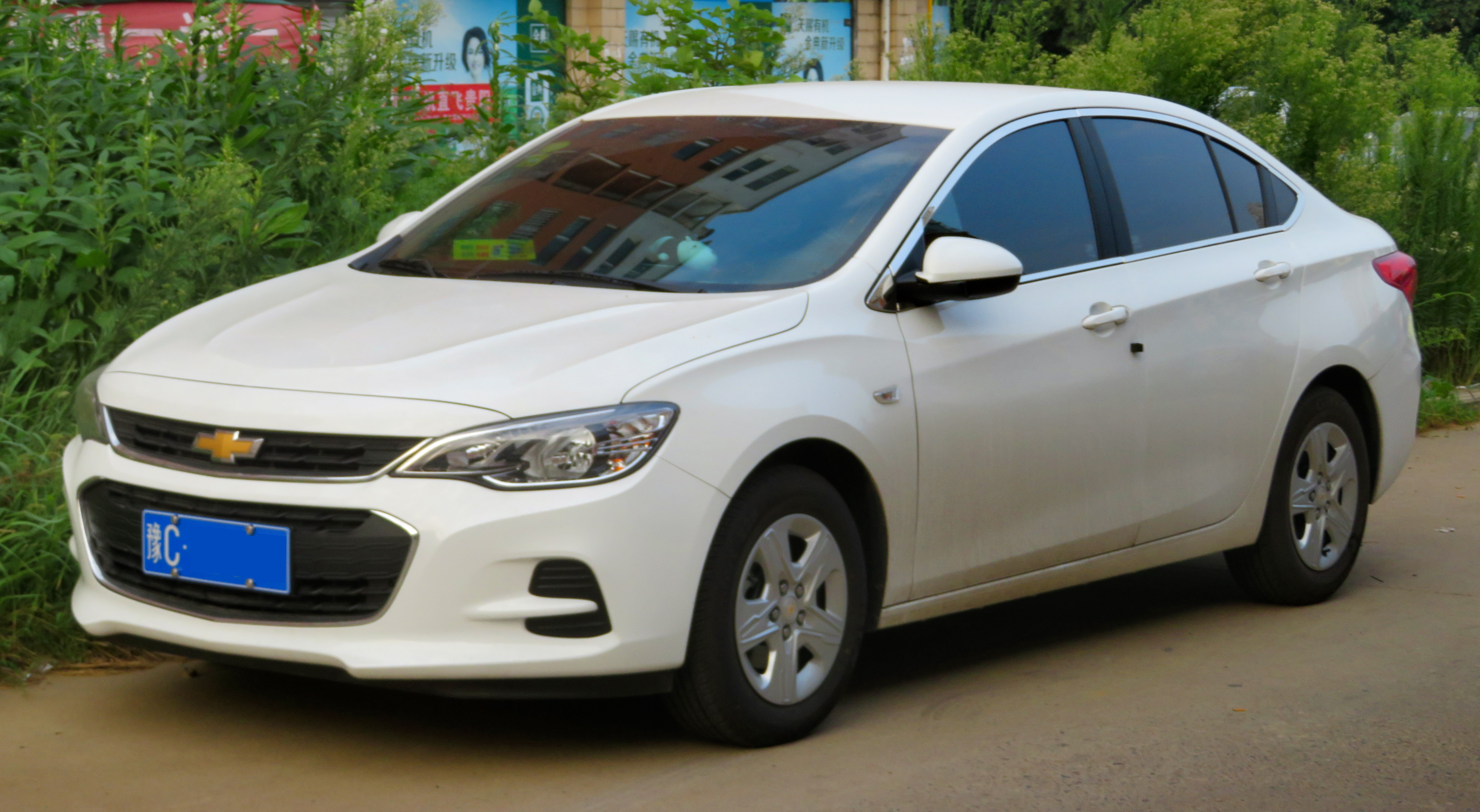
Chevrolet Cavalier

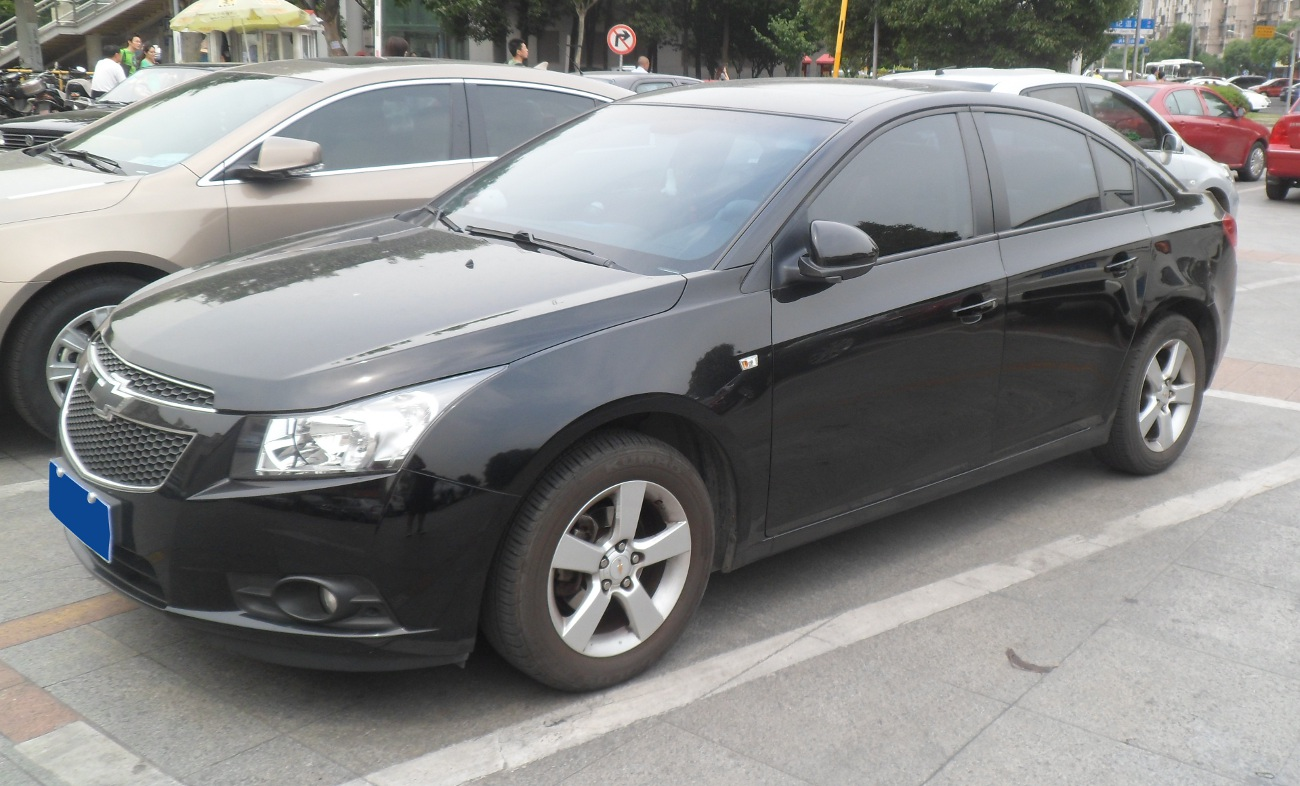
Chevrolet Cruze

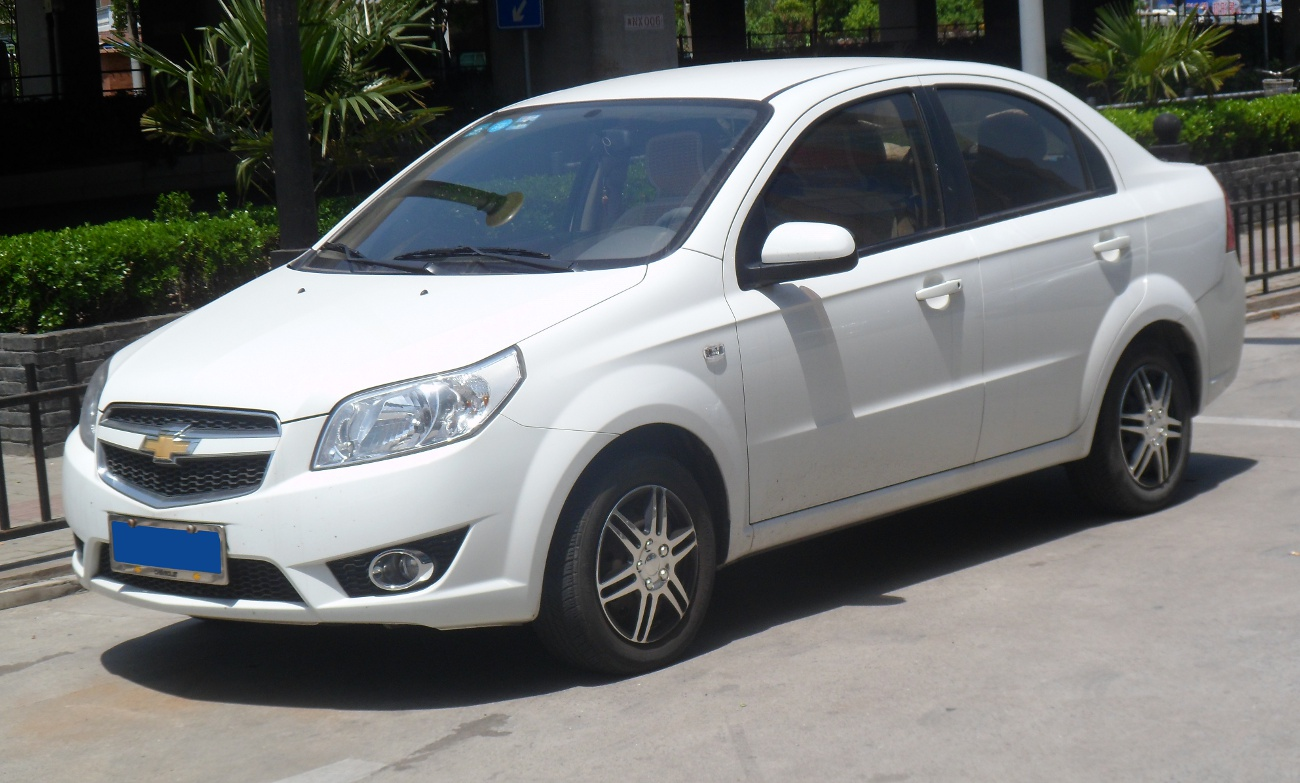
Chevrolet Lova

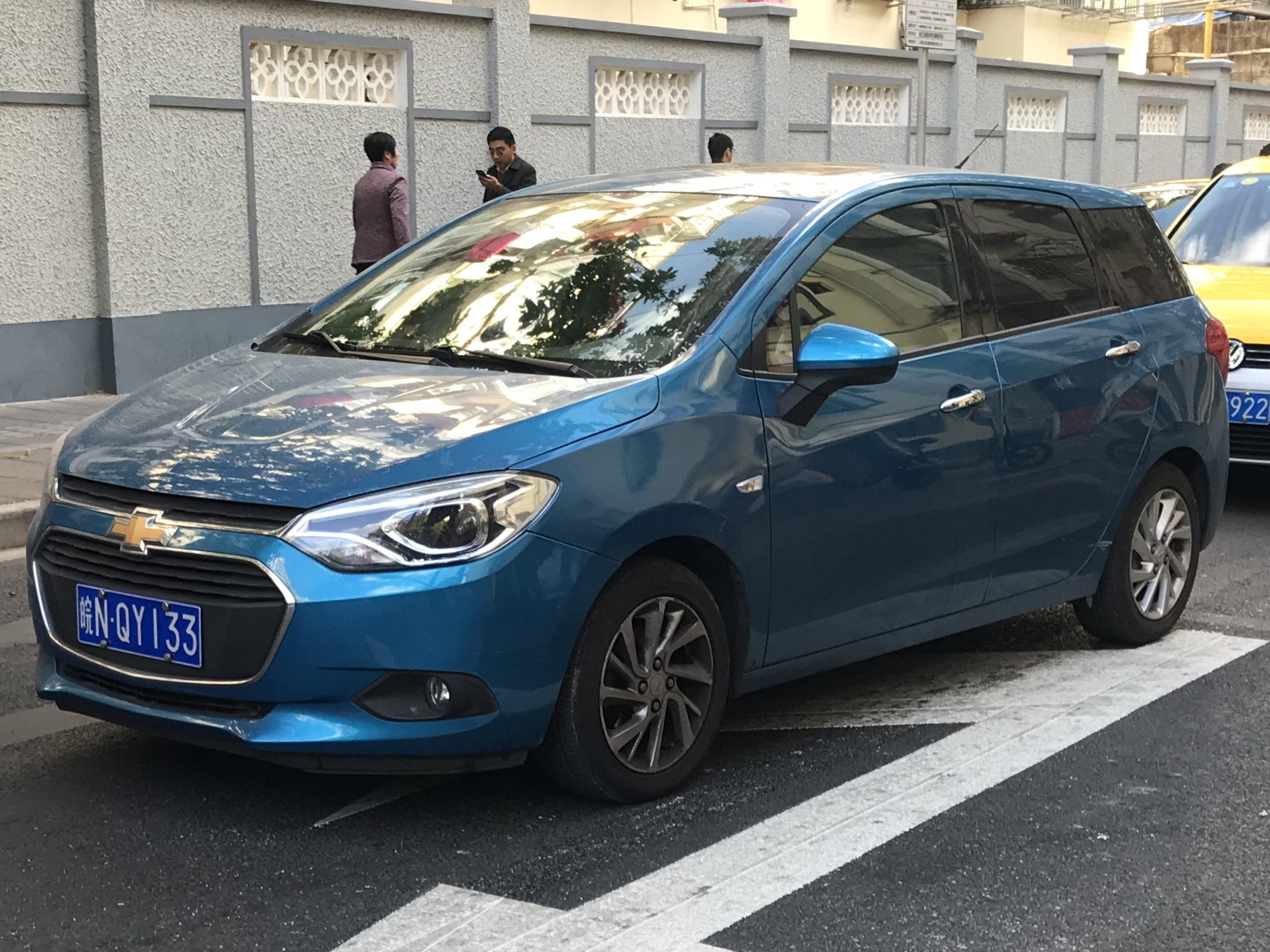
Chevrolet Lova RV

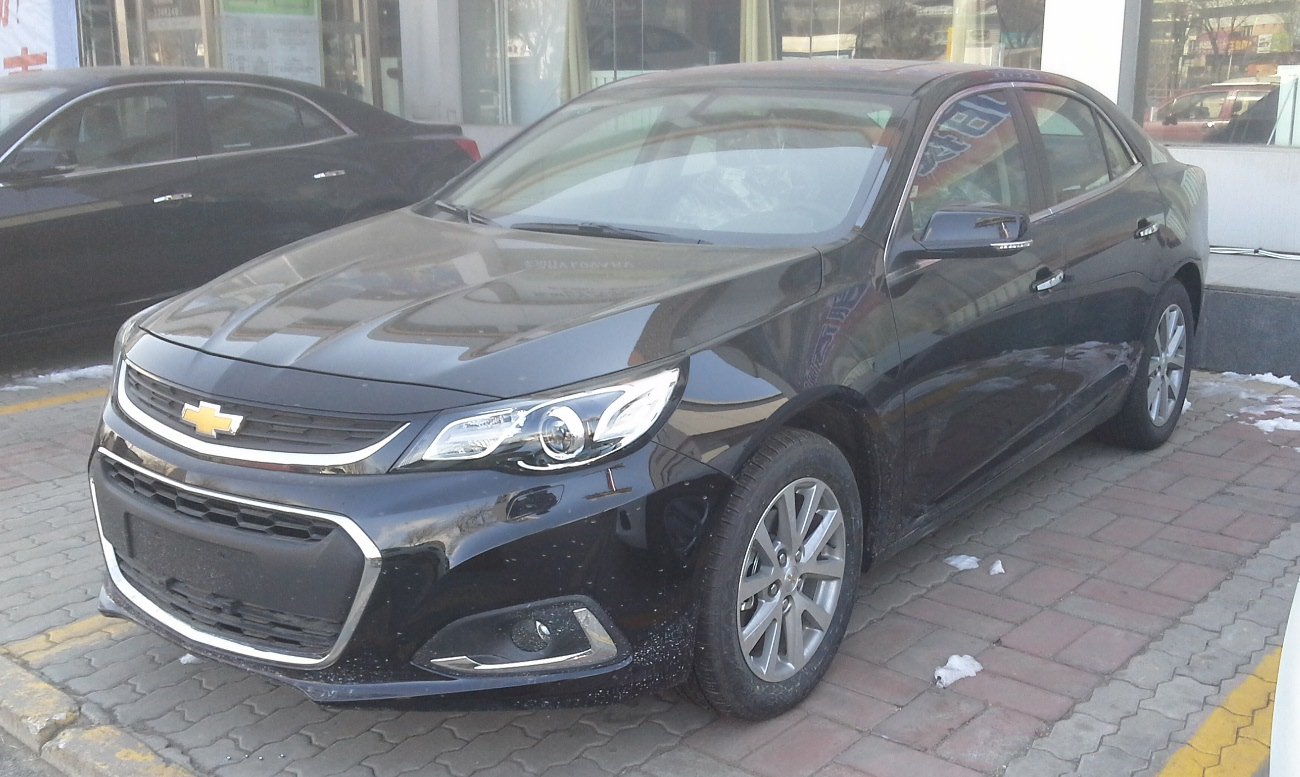
Chevrolet Malibu

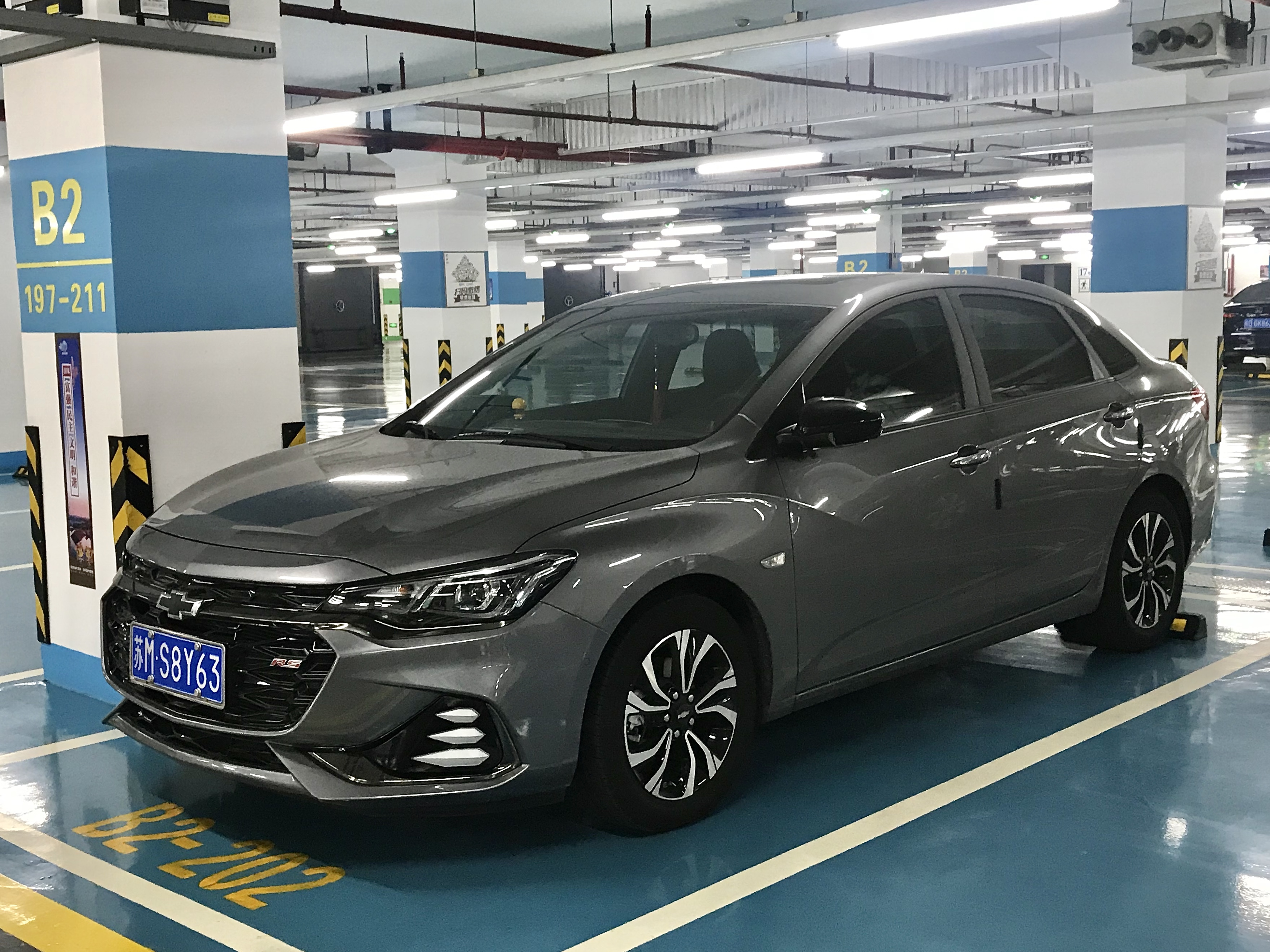
Chevrolet Monza

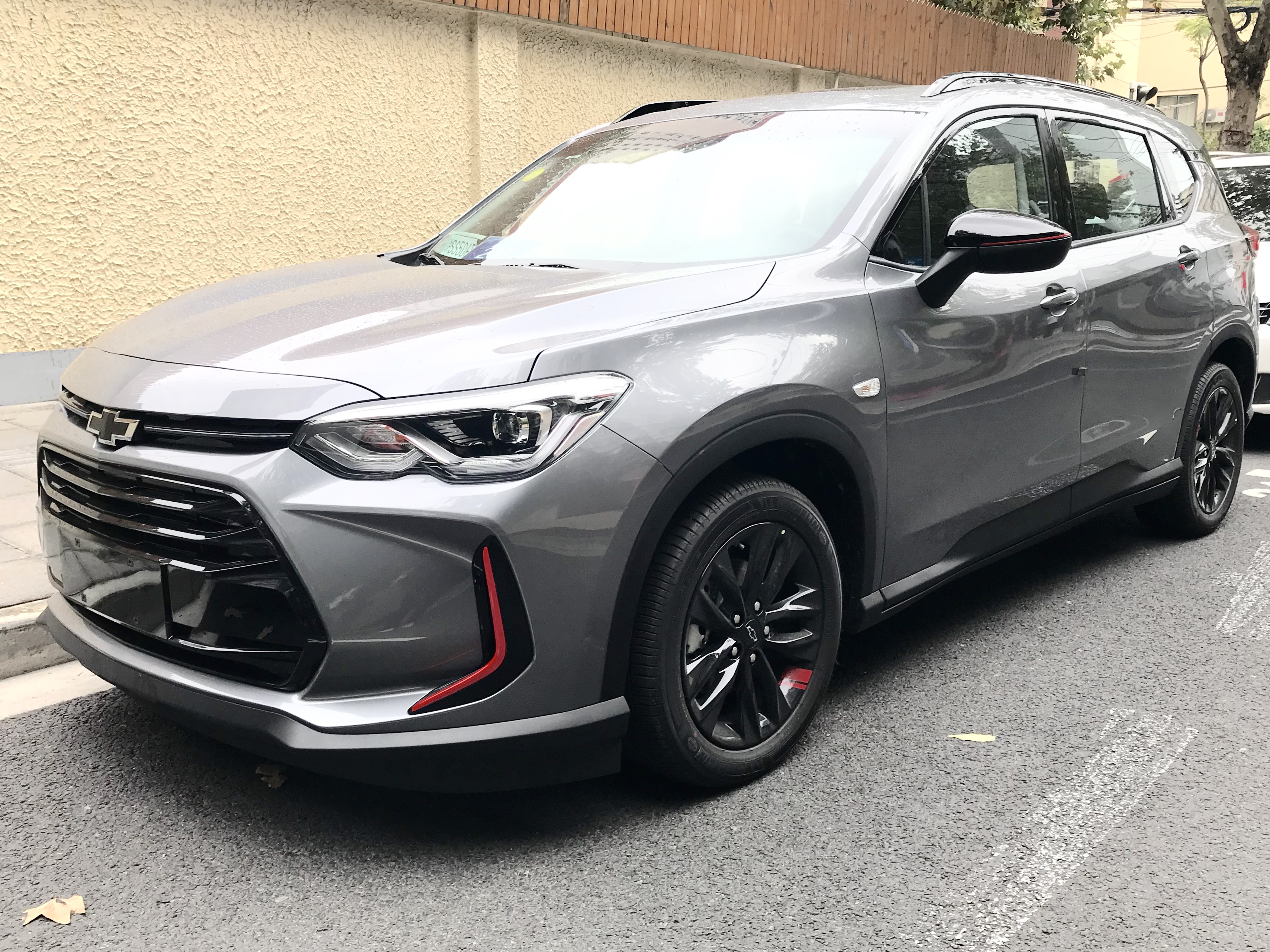
Chevrolet Orlando

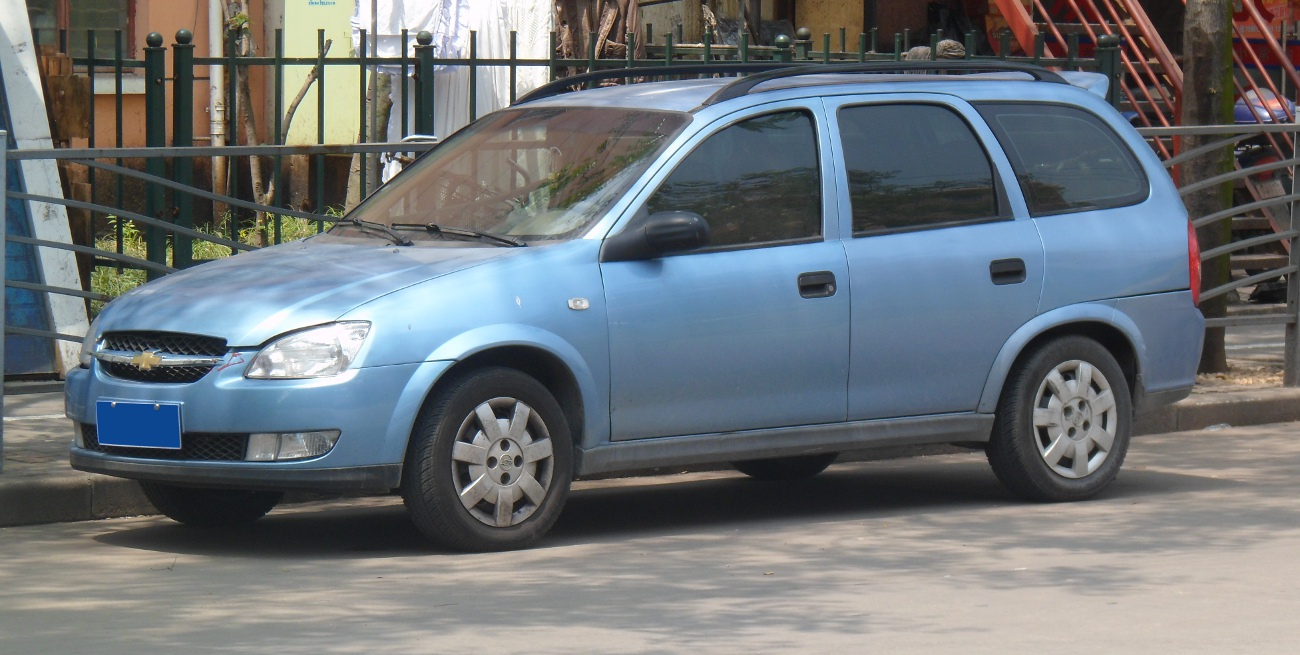
Chevrolet Sail

Chevrolet ist eine Automarke aus der Volksrepublik China.

## Markengeschichte
Jinbei-GM Automotive aus Shenyang, ein Gemeinschaftsunternehmen von Jinbei Automobile und General Motors, begann 1992 mit der Produktion von Automobilen, die unter dieser international genutzten Marke vertrieben wurden. Nach einigen Besitzerwechseln und Umfirmierungen endete 2004 die Chevrolet-Produktion bei diesem Unternehmen. Als Shanghai GM (Shenyang) Norsom Motors existiert es noch heute, wird aber in den seit 2011 einsehbaren jährlichen Mitteilungen des Konzerns SAIC Motor nur noch als Teileherstellers beschrieben.
SAIC General Motors aus Shanghai verwendet diese Marke seit 2003 für Personenkraftwagen. Inhaber der Markenrechte an Chevrolet ist weiterhin General Motors.

## Fahrzeuge
Zwischen 1992 und 2004 entstand der Pick-up S-10 sowie das SUV Blazer.
Das erste Modell der neueren Zeit war der Spark, der auf dem Daewoo Matiz basierte. GM Korea lieferte die Teile. 2005 kam der Sail dazu, der den baugleichen Buick Sail ablöste. Mit seinem Stufenheck unterschied er sich vom Opel Corsa B, auf dem er basierte. Die Version von 2010 war eine chinesische Eigenentwicklung.
Für die folgenden Modelle aus chinesischer Produktion sind Zulassungen in China überliefert:
- Aveo (2005–2016)[4]
- Blazer (seit März 2020)[5]
- Captiva (2012–2017) ähnelt Opel Antara[6]
- Cavalier (seit September 2016) auf Basis Cruze[7]
- Cruze (2009–2020) ähnlich Opel Astra[8]
- Epica[9]
- Equinox (seit April 2017) Basis Buick Envision[10]
- Lova (2006–2012) Nachfolger und Vorgänger des Sail[11]
- Lova RV (2015–2019) Kombi des Lova[12]
- Malibu (seit 2012)[13]
- Menlo (seit Februar 2020) ähnelt Buick Velite 6[14]
- Monza (seit März 2019)[15]
- Onix (2019–2023)[16]
- Orlando (2018–2023)[17]
- Sail (2005–2023) anfangs auf Basis des Opel Corsa B[18][Anmerkung 1]
- Seeker (seit 2022)[19]
- Spark (2003–2012)[20]
- Tracker (2019–2024) ähnelt Buick Encore[21]
- Trailblazer (2019–2022) ähnelt Buick Encore GX[22]
- Trax (2014–2019) ähnelt Opel Mokka A[23]

## Verkaufszahlen in China
Nachstehend die Verkaufszahlen dieser Marke in China.
| Jahr | Pkw-Produktionszahl |
| ---- | ------------------- |
| 2003 | 52.189              |
| 2004 | 67.981              |
| 2005 | 106.354             |
| 2006 | 142.891             |
| 2007 | 191.116             |
| 2008 | 203.606             |
| 2009 | 325.175             |
| 2010 | 541.231             |
| 2011 | 622.743             |
| 2012 | 704.541             |
| 2013 | 714.743             |
| 2014 | 767.001             |
| 2015 | 636.518             |
| 2016 | 538.671             |
| 2017 | 603.137             |
| 2018 | 673.376             |
| 2019 | 516.087             |
| 2020 | 311.134             |
| 2021 | 269.818             |
| 2022 | 222.965             |